# SG Sonnenhof Großaspach
SG Sonnenhof Großaspach (celým názvem: Sportgemeinschaft Sonnenhof Großaspach e. V.) je německý sportovní klub, který sídlí v obci Aspach ve spolkové zemi Bádensko-Württembersko. Založen byl 25. srpna 1994 po fúzi klubů SpVgg Großaspach a FC Sonnenhof Kleinaspach. Od sezóny 2014/15 působí ve 3. lize, třetí německé nejvyšší fotbalové soutěži. Klubovými barvami jsou černá a červená.
Své domácí zápasy odehrává na stadionu mechatronik Arena s kapacitou 10 001 diváků.

## Historie
Založení sportovního klubu se datuje ke dni 25. srpna 1994, kdy se představitelé klubů SpVgg Großaspach a FC Sonnenhof Kleinaspach rozhodli o vzájemné spolupráci. Nový klub byl nazván Sonnenhof Großaspach. Název Sonnenhof obdržel podle místního hotelu, kde bylo dohodnuto o fúzi obou organizací. Mimo fotbalový oddíl má klub také oddíly pro bowling, gymnastiku a stolní tenis.

## Získané trofeje
- WFV-Pokal ( 1× )
  - 2008/09

## Umístění v jednotlivých sezonách
Stručný přehled
Zdroj: 
- 1994–2002: Landesliga Württemberg
- 2002–2005: Verbandsliga Württemberg
- 2005–2009: Fußball-Oberliga Baden-Württemberg
- 2009–2012: Fußball-Regionalliga Süd
- 2012–2014: Fußball-Regionalliga Südwest
- 2014– : 3. Fußball-Liga

Jednotlivé ročníky
Zdroj: 
Legenda: Z - zápasy, V - výhry, R - remízy, P - porážky, VG - vstřelené góly, OG - obdržené góly, +/- - rozdíl skóre, B - body, červené podbarvení - sestup, zelené podbarvení - postup, fialové podbarvení - reorganizace, změna skupiny či soutěže
| Německo (1994 – ) |                                    |        |     |     |     |     |     |     |     |     |        |
| Sezóny            | Liga                               | Úroveň | Z   | V   | R   | P   | VG  | OG  | +/− | B   | Pozice |
| 1994/95           | Landesliga Württemberg             | 6      | ... | ... | ... | ... | ... | ... | ... | ... | 4.     |
| 1995/96           | Landesliga Württemberg             | 6      | ... | ... | ... | ... | ... | ... | ... | ... | 2.     |
| 1996/97           | Landesliga Württemberg             | 6      | ... | ... | ... | ... | ... | ... | ... | ... | 4.     |
| 1997/98           | Landesliga Württemberg             | 6      | ... | ... | ... | ... | ... | ... | ... | ... | 2.     |
| 1998/99           | Landesliga Württemberg             | 6      | ... | ... | ... | ... | ... | ... | ... | ... | 2.     |
| 1999/00           | Landesliga Württemberg             | 6      | ... | ... | ... | ... | ... | ... | ... | ... | 4.     |
| 2000/01           | Landesliga Württemberg             | 6      | ... | ... | ... | ... | ... | ... | ... | ... | 2.     |
| 2001/02           | Landesliga Württemberg             | 6      | ... | ... | ... | ... | ... | ... | ... | ... | 4.     |
| 2002/03           | Verbandsliga Württemberg           | 5      | 28  | 12  | 3   | 13  | 40  | 48  | -8  | 39  | 8.     |
| 2003/04           | Verbandsliga Württemberg           | 5      | 28  | 11  | 8   | 9   | 44  | 42  | +1  | 41  | 8.     |
| 2004/05           | Verbandsliga Württemberg           | 5      | 30  | 19  | 5   | 6   | 71  | 27  | +44 | 62  | 1.     |
| 2005/06           | Fußball-Oberliga Baden-Württemberg | 4      | 34  | 8   | 9   | 17  | 38  | 63  | -25 | 33  | 14.    |
| 2006/07           | Fußball-Oberliga Baden-Württemberg | 4      | 34  | 12  | 3   | 19  | 46  | 73  | -27 | 39  | 13.    |
| 2007/08           | Fußball-Oberliga Baden-Württemberg | 4      | 34  | 11  | 9   | 14  | 38  | 40  | -2  | 42  | 10.    |
| 2008/09           | Fußball-Oberliga Baden-Württemberg | 5      | 34  | 25  | 6   | 3   | 82  | 19  | +63 | 81  | 1.     |
| 2009/10           | Fußball-Regionalliga Süd           | 4      | 34  | 13  | 7   | 14  | 53  | 44  | +9  | 46  | 12.    |
| 2010/11           | Fußball-Regionalliga Süd           | 4      | 30  | 8   | 9   | 13  | 29  | 44  | -15 | 33  | 14.    |
| 2011/12           | Fußball-Regionalliga Süd           | 4      | 34  | 21  | 6   | 7   | 78  | 40  | +38 | 69  | 2.     |
| 2012/13           | Fußball-Regionalliga Südwest       | 4      | 36  | 15  | 13  | 8   | 62  | 36  | +26 | 58  | 4.     |
| 2013/14           | Fußball-Regionalliga Südwest       | 4      | 34  | 23  | 6   | 5   | 71  | 37  | +34 | 75  | 1.     |
| 2014/15           | 3. Fußball-Liga                    | 3      | 38  | 12  | 10  | 16  | 39  | 60  | -21 | 46  | 15.    |
| 2015/16           | 3. Fußball-Liga                    | 3      | 38  | 14  | 12  | 12  | 58  | 47  | +11 | 54  | 7.     |
| 2016/17           | 3. Fußball-Liga                    | 3      | 38  | 14  | 9   | 15  | 48  | 48  | 0   | 51  | 10.    |
| 2017/18           | 3. Fußball-Liga                    | 3      | 38  | 12  | 11  | 15  | 55  | 60  | -5  | 47  | 14.    |
| 2018/19           | 3. Fußball-Liga                    | 3      | 38  |     |     |     |     |     |     |     |        |